# 마라 호벨
마라 호벨(Mara Hobel, 1971년 6월 18일 ~ )은 미국의 배우, 텔레비전 배우, 영화배우이다.
뉴욕에서 태어났다.

## 영화
- 킨제이 보고서 (2004년)
- 퍼스널 벨로시티 (2002년)
- 악마의 손 (1981년)
- 존경하는 어머니 (1981년)